# Stanislas Branicki
Stanislas Branicki né le 9 avril 2002, est joueur de hockey sur gazon français. Il évolue au poste de milieu au Royal Orée, en Belgique et avec l'équipe nationale française.
Il a remporté la médaille de bronze à la Coupe du monde des moins de 21 ans en 2021.
Son frère Maximilien Branicki est également un joueur de hockey sur gazon français.

## Carrière

### Coupe du monde (moins de 21 ans)
- : 2021